# Cornelia Vargas
Cornelia Vargas (Lębork, 19 de noviembre de 1933) es una artista visual alemano-chilena. Nacida como Cornelia Koch, actualmente vive y trabaja en Valparaíso. Ha desarrollado obra visual en el campo del arte concreto, experimentando con la estructura y composición visual del cuadrado mágico y otros temas, por medio de combinatorias y variaciones de color.   

## Biografía
Desde 1955 a 1958 estudió becada de en la Hochschule für Gestaltung de Ulm, Alemania. Después de la escuela trabajó en el taller de Max Bill en Zúrich. En 1960, se traslada a Valparaíso junto a su esposo Eduardo Vargas Herrera, arquitecto chileno. Desde 1962 trabajó como profesora del curso de Diseño Ambiental en la Universidad Técnica Federico Santa María, y profesora de Diseño en la Universidad de Valparaíso. En 1975, después del Golpe de Estado ocurrido en Chile, se exilia con sus hijos en Hannover, Alemania. Durante los años 1997 y 1998 se desempeña en la Universidad de Los Lagos como profesora de las carreras de Arquitectura y Diseño y posteriormente entre los años 2000 y 2003 en la Universidad de Talca.

## Obra
Parte de su obra visual se ha desarrollado en torno a la estructura del cuadrado mágico, basada en una tabla de grado primario donde se dispone de una serie de números enteros en un cuadrado o matriz de forma tal que la suma de los números por columnas, filas y diagonales principales sea la misma: 
| 4 | 9 | 2 |
| 3 | 5 | 7 |
| 8 | 1 | 6 |

La artista utiliza como base de su composición visual un cuadrado subdividido en 3 columnas y 3 filas, que da como resultado 9 cuadrados iguales. La suma de sus columnas, filas y diagonales es siempre 15. Cada uno de estos campos son nuevamente subdivididos en 9, formando un sistema correlacionado, y en el cual, la artista trabaja composiciones visuales según esta regla. Así se generan composiciones de figura y fondo en una retícula, a la cual la artista integra la variable del color. También incorpora series de trabajos de composición visual basadas en relaciones geométricas como la proporción áurea y trigonométricas, siempre considerando el factor expresivo de color, vibración y dinamismo de la propia arista. Todo su trabajo se basa en "estructuras que desaparecen" según lo explicado por la propia artista.
En general su obra fue poco conocida hasta la exposición realizada en el año 2014 "Experimentos concretos" en el Centro Cultural de Valparaíso en el contexto del segundo Encuentro de Cultura Digital. En los últimos años, su obra se ha valorado por sus posibilidades combinatorias y ha sido presentada como participante de la 12a Bienal de Artes Mediales de Santiago, realizada en Chile en octubre de 2015.
El año 2017, participó con obras en la muestra colectiva "La Revolución de las Formas: 60 años de arte abstracto en Chile" realizada en el Centro Cultural Palacio de la Moneda. Se pueden ver algunas de sus obras en las páginas 156 y 157 del Catálogo de la Exposición.

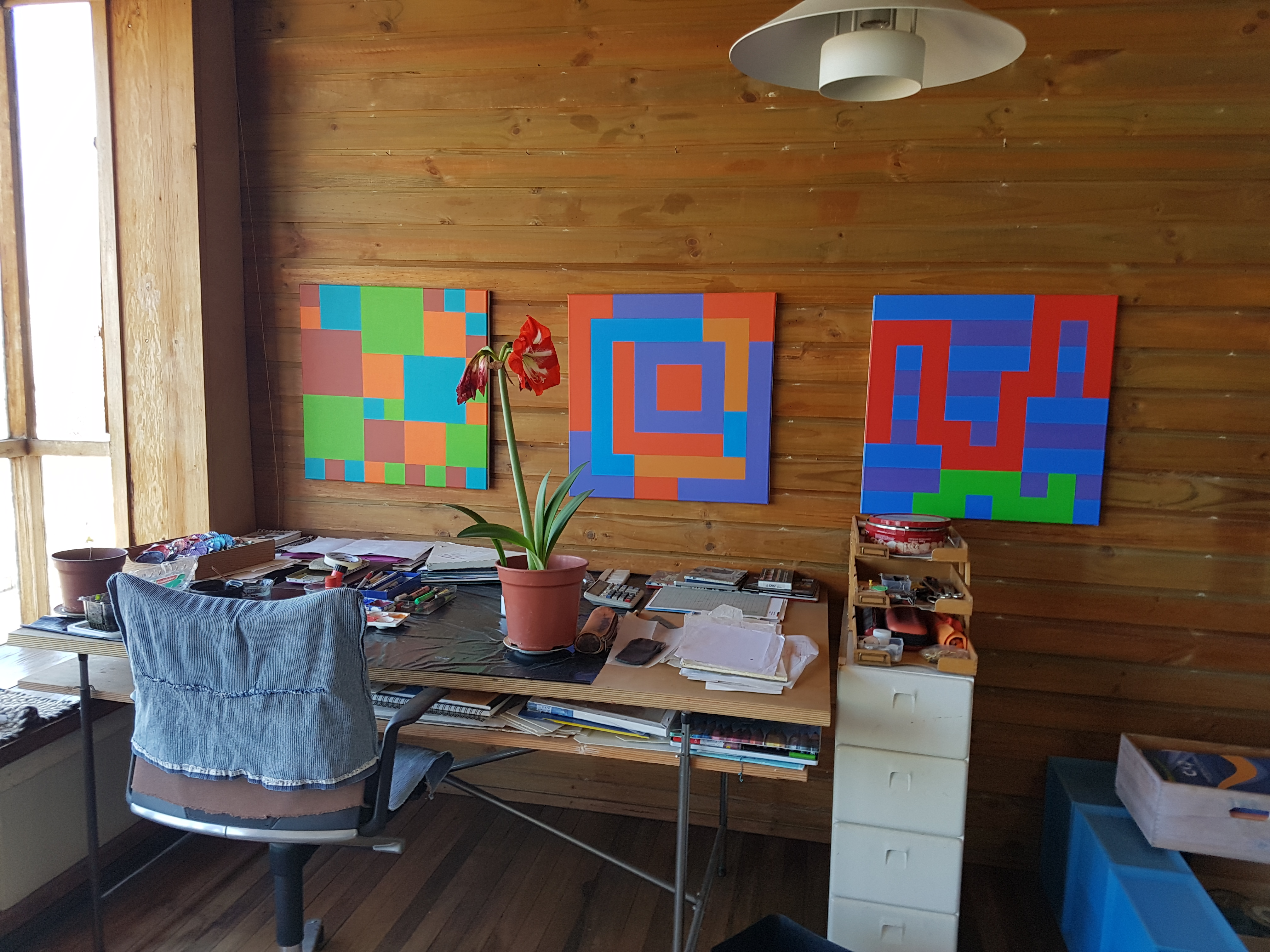
Taller de la artista Cornelia Vargas en Valparaiso

## Exposiciones
- 2014 Experimentos concretos, realizada en el Centro Cultural de Valparaíso. (Exposición individual)
- 2015 Experimentos concretos en la Bienal de Artes Mediales de Santiago Chile
- 2017 La revolución de las formas: 60 años de arte abstracto en Chile. Centro Cultural Palacio de la Moneda
- 2019 Cien es un color[6] en la Bienal de Artes Mediales de Santiago Chile. Centro Cultural Gabriela Mistral

## Literatura
- Mujeres en la hfg
- La revolución de las formas